# Audi e-tron GT
Az Audi e-tron GT egy akkumulátoros elektromos, felsőkategóriás autótípus, melyet az Audi 2020 vége óta gyárt az e-tron akkumulátoros elektromos almárka részeként, és a harmadik teljesen elektromos autómodellje az e-tron és az e-tron Sportback SUV-k után. A Porsche Taycannal közös J1 platformon alapuló autó 2021 márciusában került kereskedelmi forgalomba.

## e-tron GT concept (2018)
Az Audi e-tron GT koncepció prototípusát 2018 novemberében mutatták be a 2018-as Los Angeles-i Autószalonon, majd a 2019-es Genfi Autószalonon.

## e-tron GT quattro, RS e-tron GT (2021-)
2020 novemberében az Audi kiadott fényképeket az alapvetően szériamodellről, jellegzetes fekete-szürke furnérral, narancssárga díszítéssel és a könnyűfém keréktárcsákon. A sorozatgyártású Audi e-tron GT alaposan újraalkotta a koncepcióautó dizájnját, izmos kerékjáratokkal, agresszív stílusú fényszórókkal és nagy, hatszögletű hűtőrács utánzattal. Az enyhén lejtős tetővonal egy darabból álló hátsó lámpákkal végződik, amelyeket egy világító szalag köt össze. A koncepciótól eltérően a sorozatgyártású autónak látható kilincsei vannak.
Az autó megosztja a műszaki alkatrészeket a kapcsolódó Porsche Taycannal. Alkatrészeinek 40 százaléka megegyezik a Porsche Taycanben használtakkal, és az autók ugyanazon a platformon alapulnak. Akárcsak a Porsche Taycan, ez is egy 4 ajtós szedán a sportos kupé-stílusú sziluett ellenére.
A járművet a 2021-es Müncheni Autószalonon mutatták be.
Az európai modellek előrendelése 2021. február közepén kezdődött, és 2021. május 3-ától kerültek értékesítésre.
Az Audi e-tron GT teljesen elektromos hajtásláncát 84 kWh nettó kapacitású akkumulátor (93,4 kWh bruttó kapacitás), valamint két összkerékhajtást biztosító villanymotor hajtja. 4,1 másodperc képes álló helyzetből 100 km/órás sebességre, a végsebessége pedig 245 km/óra. Maximális tartós teljesítménye 350 kW, amely ideiglenesen 390 kW-ig növelhető. Az Audi egy sportosabb RS-változatot is bemutatott, amely 4,1 másodperc képes álló helyzetből 100 km/órás sebességre, és 250 km/óra maximális sebessége, a maximális tartós teljesítménye 440 kW, amely átmenetileg 475 kW-ra növelhető.

Az Edmunds autóipari weboldal tesztelte az Audi e-tron GT hatótávját, és 439 km-es hatótávot mértek.

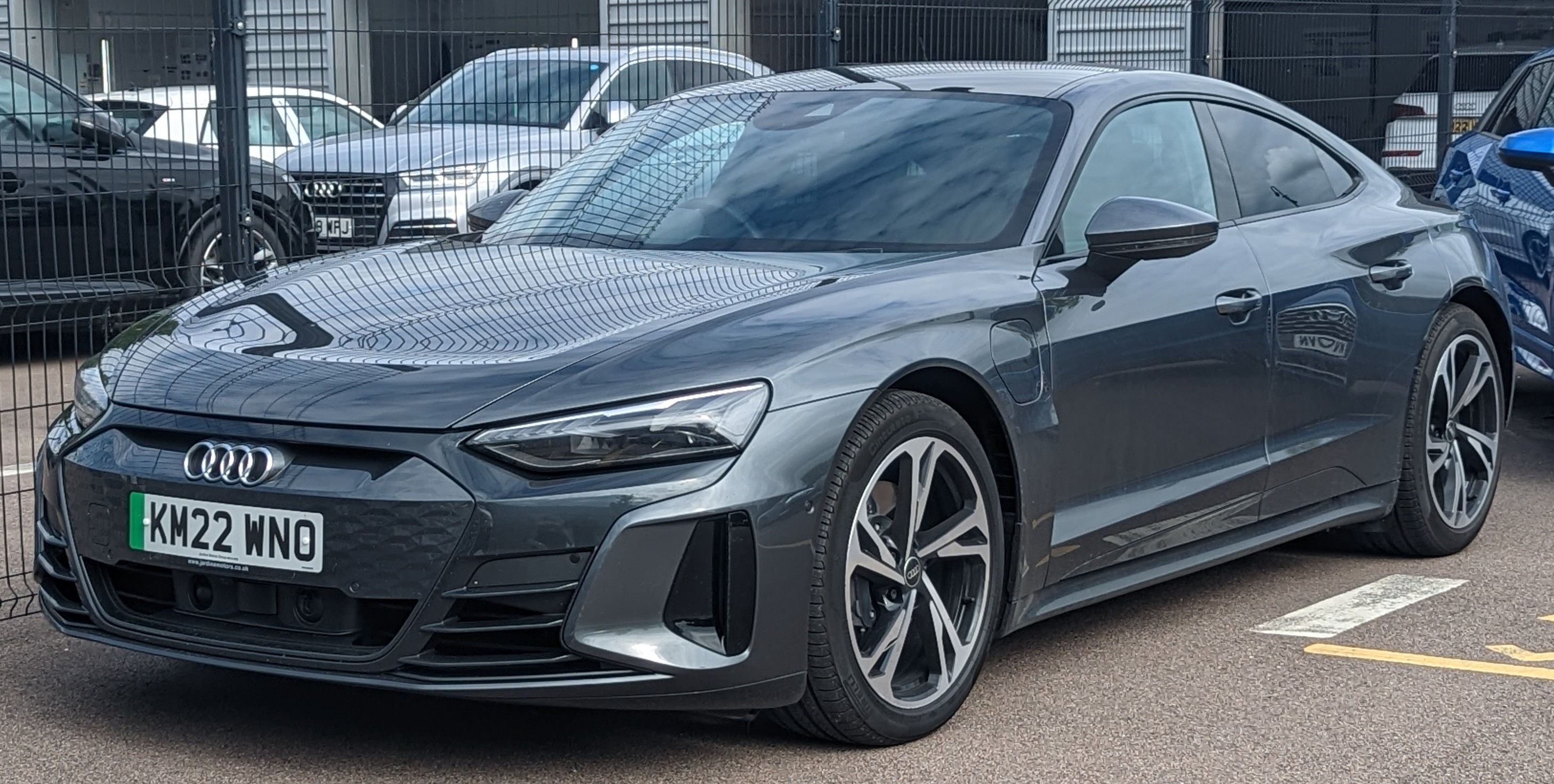
Elölnézetből
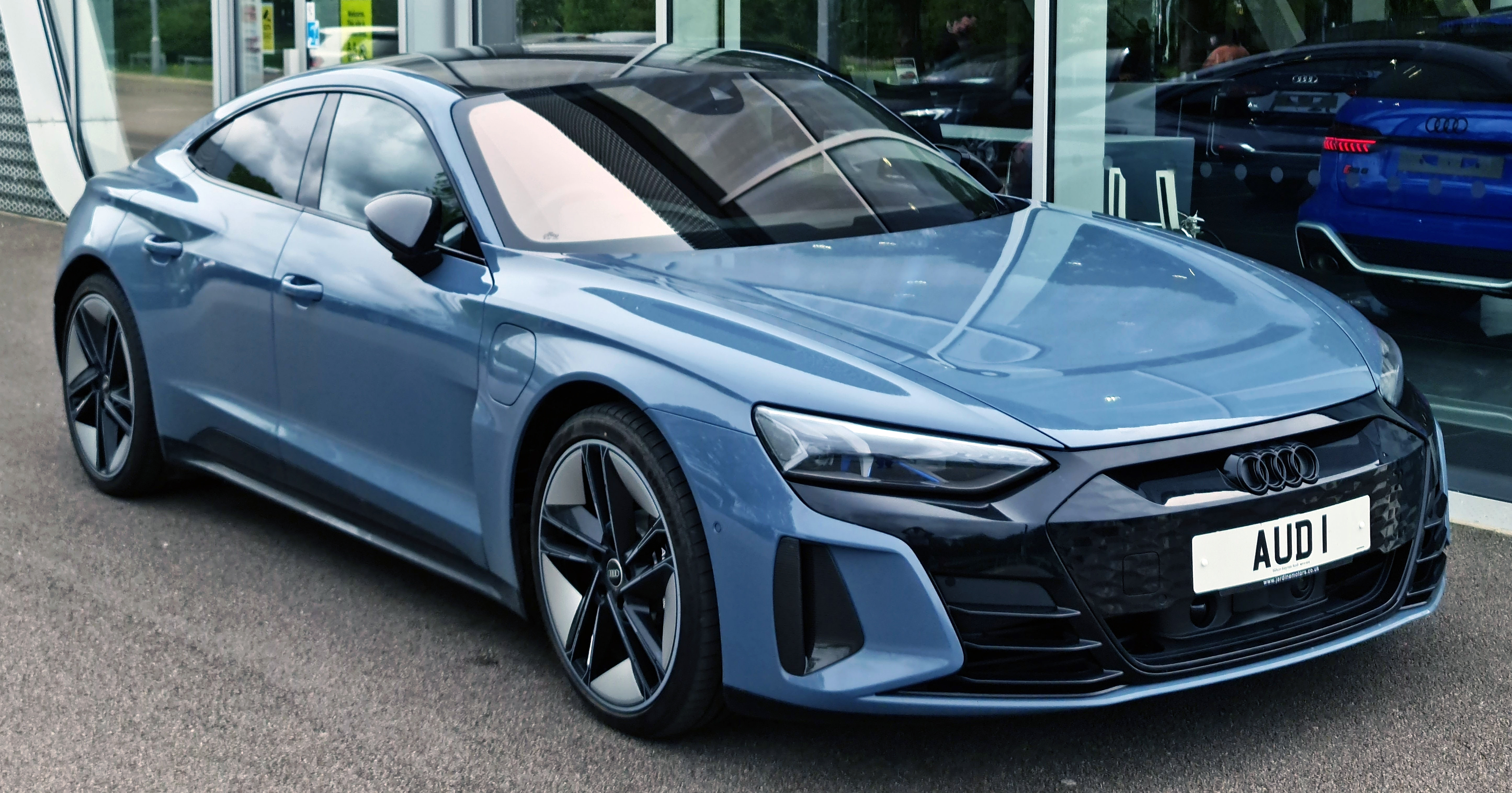
Elölnézetből
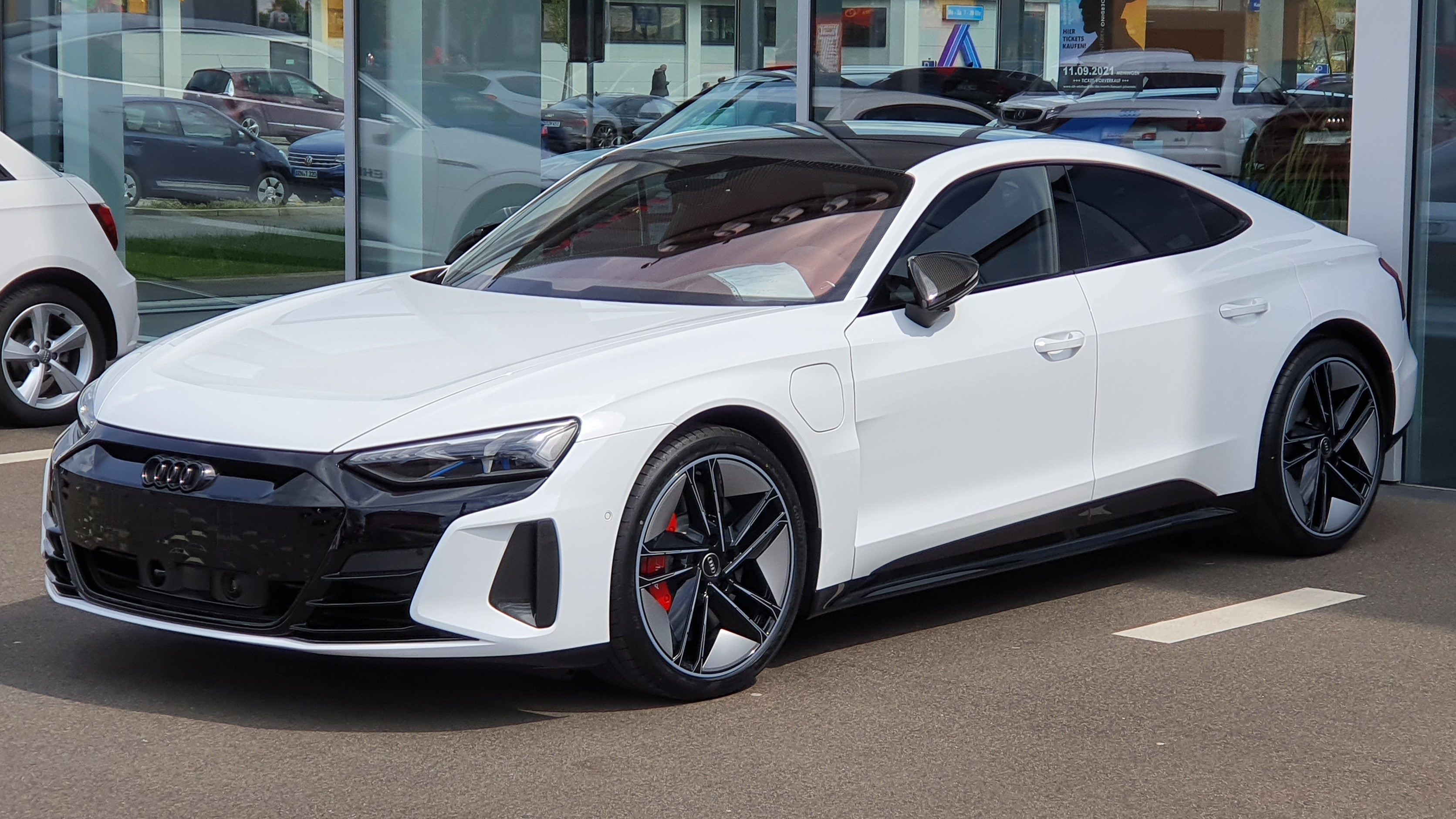
Elölnézetből
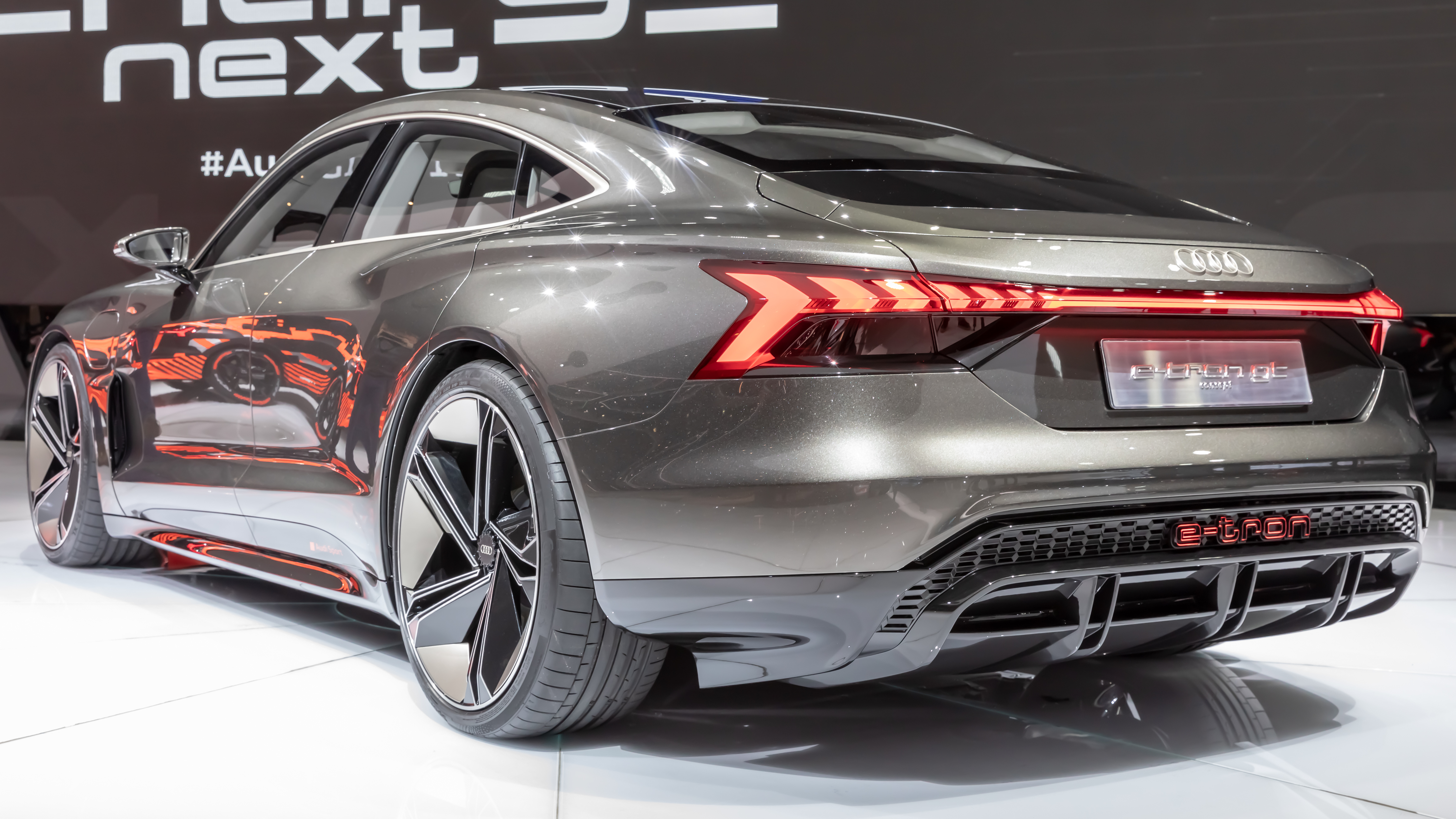
Hátulnézetből
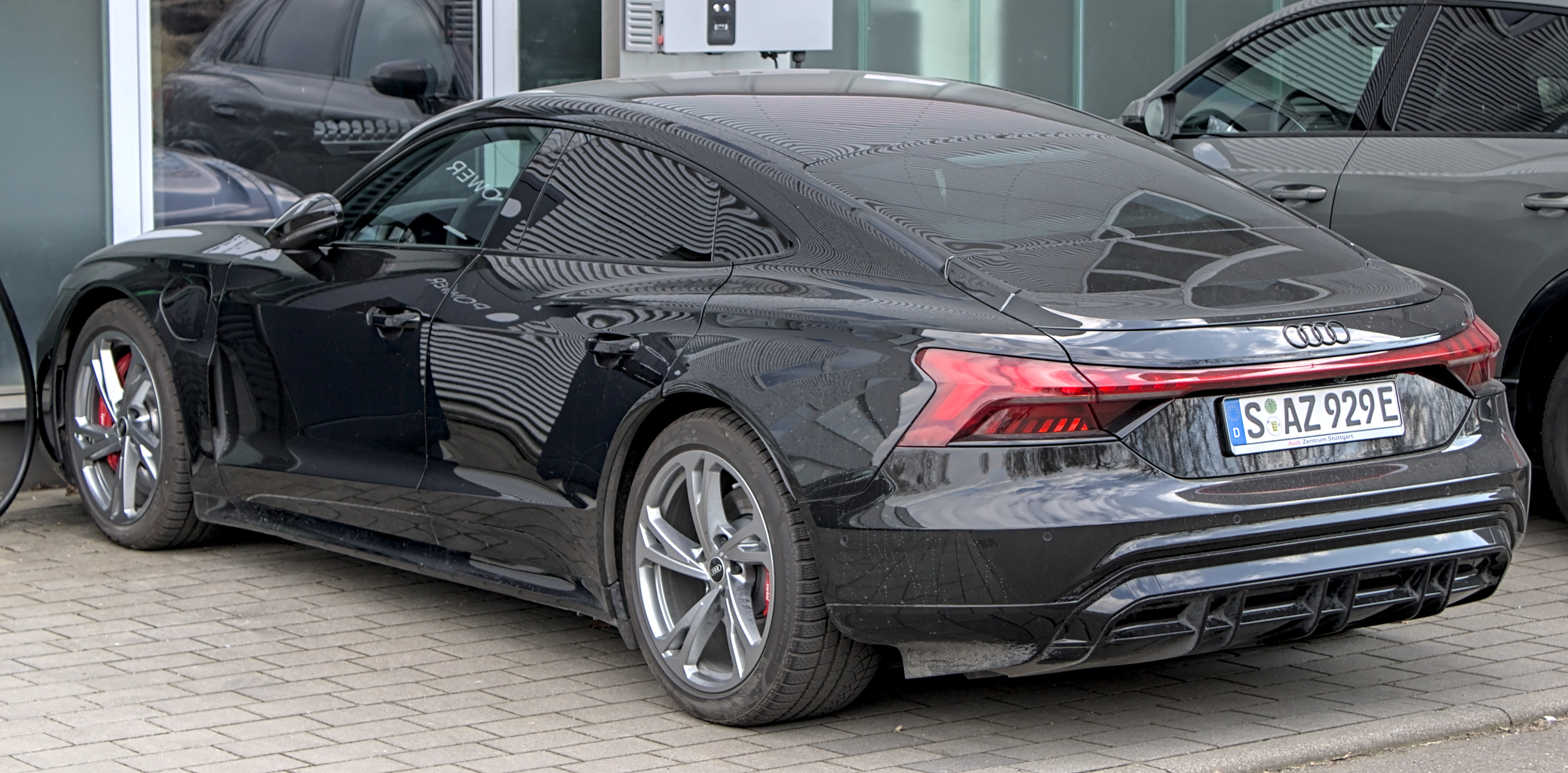
Hátulnézetből
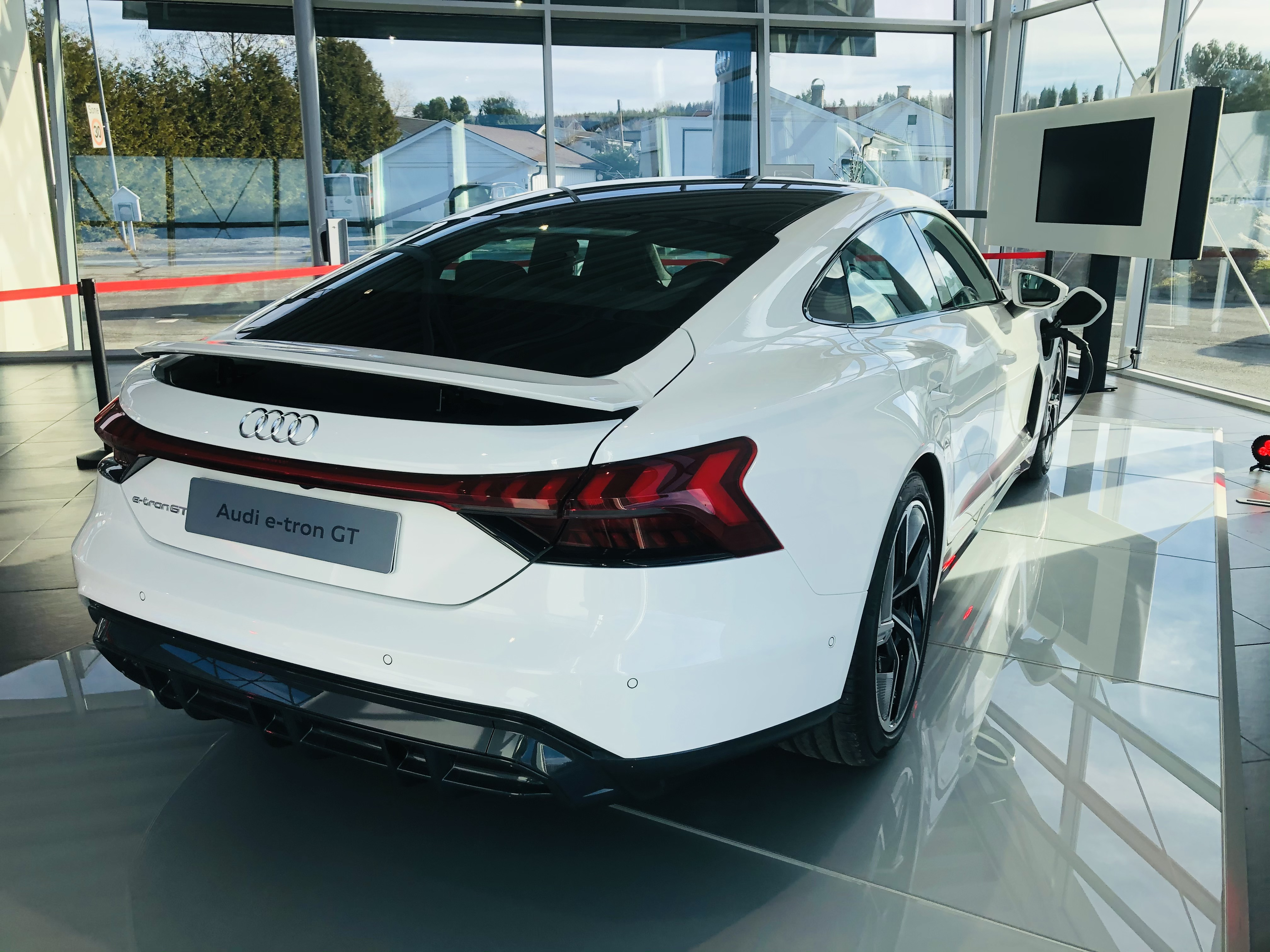
Hátulnézetből
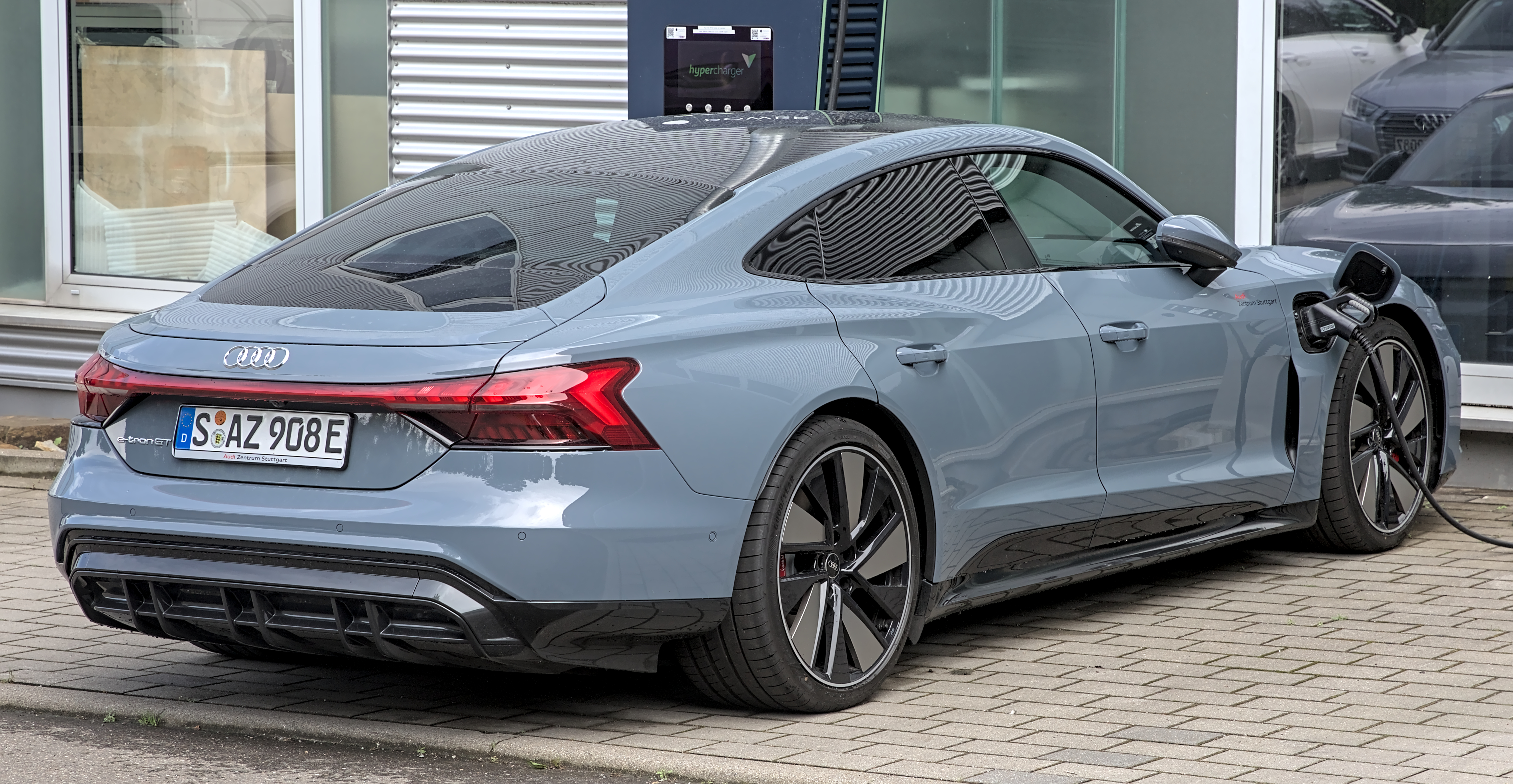
Hátulnézetből, töltés közben
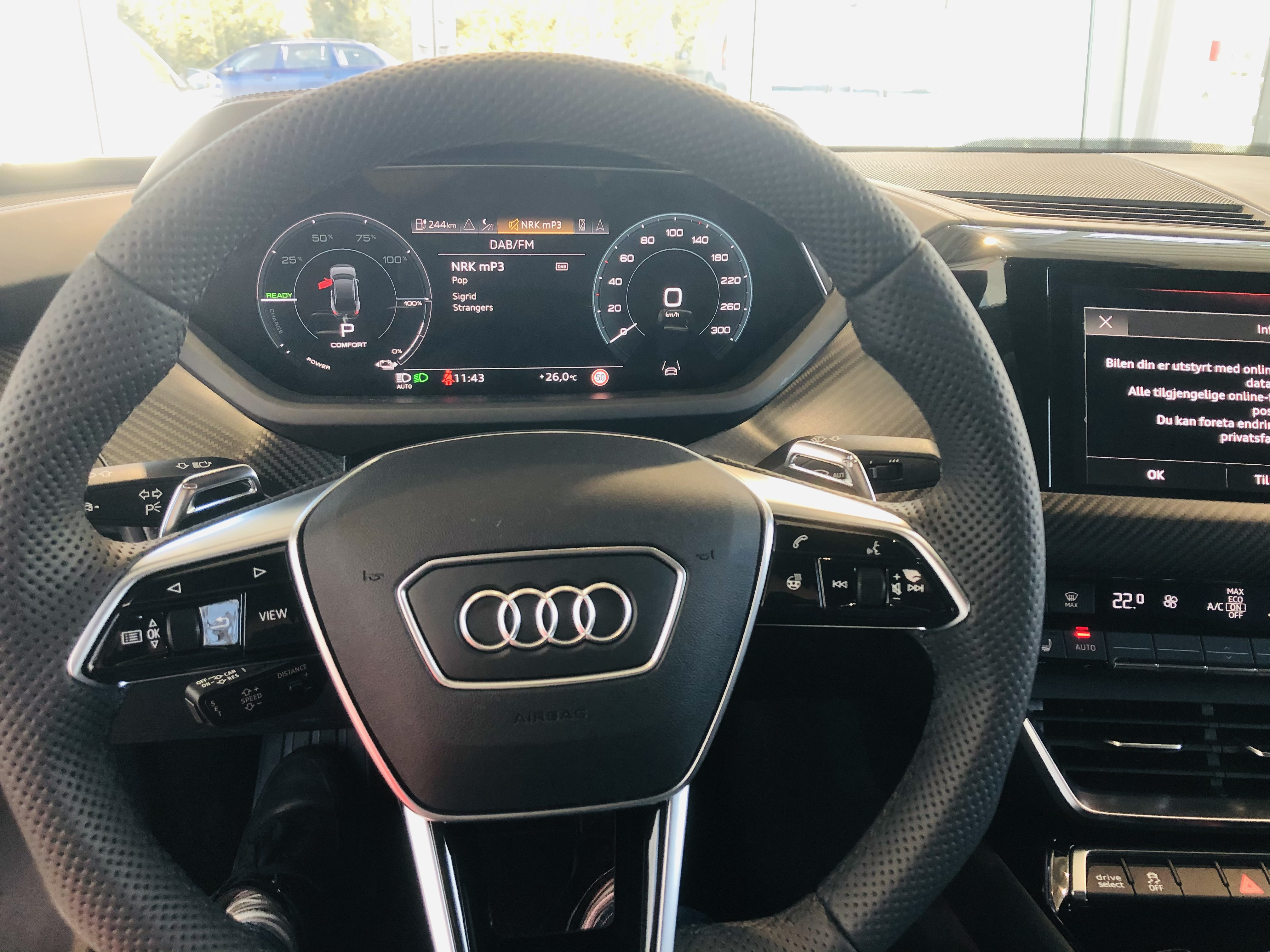
Belülről
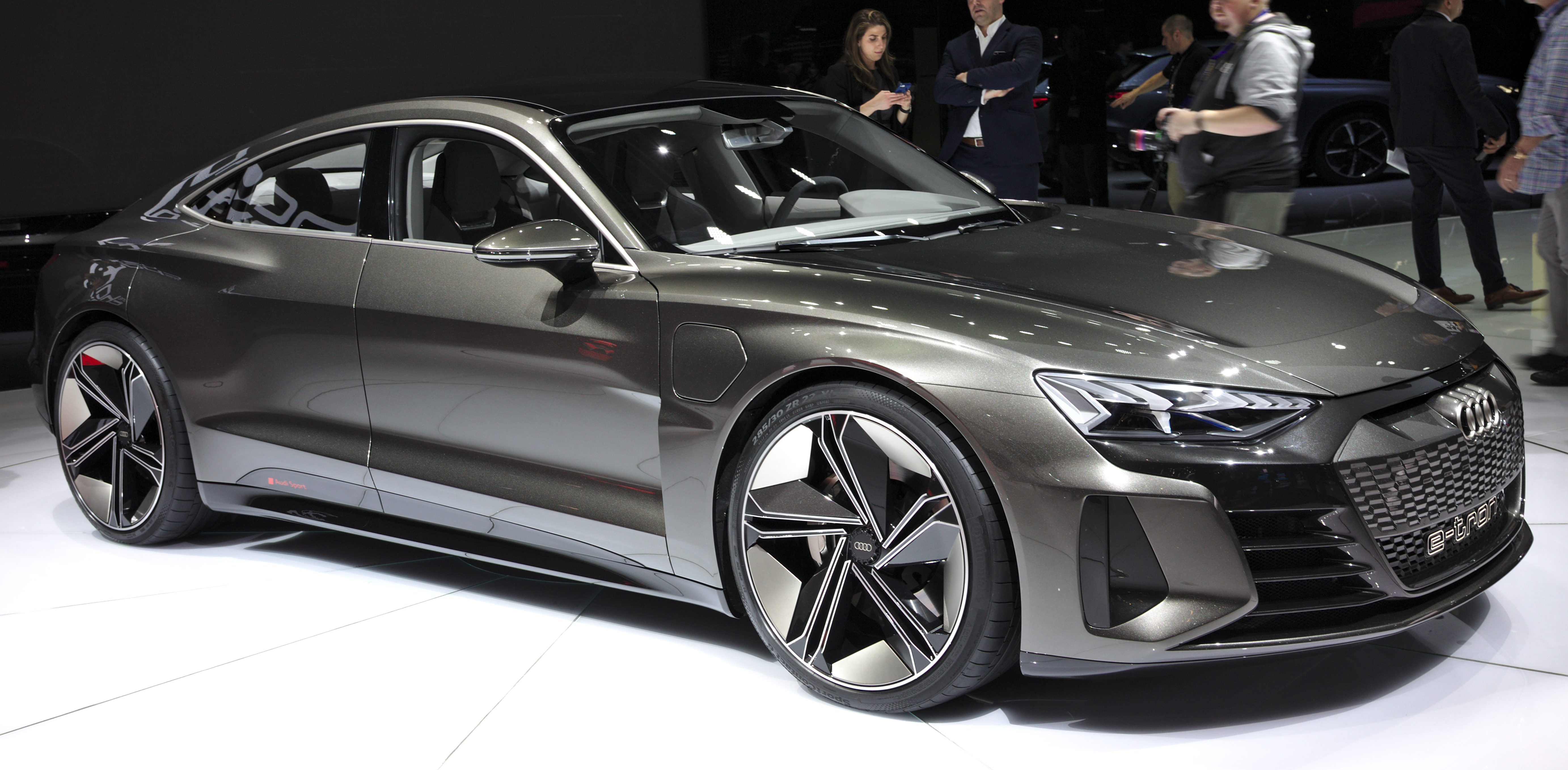
Audi e-tron GT concept

## Termelés
A heilbronni Audi-gyárban a termelés előkészítése 2019-ben kezdődött, és 2020 decemberében kezdődött a termelés. A Belgiumban gyártott e-tron és e-tron Sportback modellekkel ellentétben ez az első Audi elektromos autó, amelyet az Audi hazájában, Németországban, a heilbronni gyárban gyártanak. Az Audi 2021. február 9-én hivatalosan is bemutatta a sorozatgyártású e-tron GT-t, értékesítése 2021 márciusában kezdődött.

## Vélemények és fogadtatás
2022 decemberében a Bloomberg az e-tron GT-t javasolta jó választásnak azoknak a fogyasztóknak, akiket idegesít Elon Musk viselkedése, és a Tesla Model S alternatíváját keresik.

## Díjak
Az Audi e-tron GT megnyerte a 2021-es Goldenes Lenkrad (Arany Kormánykerék) díjat az Év Legszebb Autója kategóriában.

## Fordítás
Ez a szócikk részben vagy egészben  az   Audi e-tron GT című angol Wikipédia-szócikk ezen változatának fordításán alapul.  Az eredeti cikk szerkesztőit annak laptörténete sorolja fel. Ez a jelzés csupán a megfogalmazás eredetét és a szerzői jogokat jelzi, nem szolgál a cikkben szereplő információk forrásmegjelöléseként.